# Laura Giordano
Laura Giordano (...) è una compositrice, musicista e paroliera italiana.

## Biografia
Moglie del compositore e arrangiatore Gian Piero Reverberi dal 1966 al 1976 è stata insieme a lui coautrice di numerose canzoni interpretate da Lorena Quilici, Ornella Vanoni, Laura Olivari, Lucia Rizzi, Dino Cabano e Maurizio Arcieri. Ha composto dal 1980 al 1987 nove album dei Rondò Veneziano (alcuni esempi sono la colonna sonora per il film britannico Not Quite Jerusalem di Lewis Gilbert o alcuni brani celebri come La Serenissima, Sinfonia per un addio, Casanova e Rondò veneziano) e composizioni strumentali insieme a Plinio Chiesa (ingegnere del suono della Fonit Cetra) per l'Istituto Luce Cinecittà. Ha collaborato con i parolieri Saro Leva, Luciano Beretta, Bruno Lauzi, Vito Pallavicini, Giuseppe Cassia, Franco Califano e altri.

## Canzoni scritte da Laura Giordano[1]
| Anno | Titolo                                                              | Autori del testo   | Autori della musica                  | Interpreti                    |
| ---- | ------------------------------------------------------------------- | ------------------ | ------------------------------------ | ----------------------------- |
| 1966 | A te posso anche dirlo                                              | Saro Leva          | Gian Piero Reverberi, Laura Giordano | Lorena Quilici                |
| 1966 | La lunga estate                                                     | Saro Leva          | Giorgio Guglieri, Laura Giordano     | Lorena Quilici                |
| 1966 | Ha gli occhi come i tuoi                                            | Vito Pallavicini   | Gian Piero Reverberi, Laura Giordano | Dino                          |
| 1966 | Giusto!                                                             | Saro Leva          | Giorgio Guglieri, Laura Giordano     | Giorgio Davide                |
| 1966 | Proprio io                                                          | Saro Leva          | Gian Piero Reverberi, Laura Giordano | Emanuela Tinti                |
| 1967 | Per una donna così                                                  | Saro Leva          | Giorgio Guglieri, Laura Giordano     | Dino Cabano                   |
| 1967 | Giorni difficili                                                    | Saro Leva          | Giorgio Guglieri, Laura Giordano     | I Sagittari                   |
| 1969 | Cammino... e piango                                                 | Saro Leva          | Gian Piero Reverberi, Laura Giordano | Laura Olivari                 |
| 1969 | D'amore non si può morire                                           | Saro Leva          | Giorgio Guglieri, Laura Giordano     | I Sagittari                   |
| 1969 | Il mio coraggio                                                     | Luciano Beretta    | Gian Piero Reverberi, Laura Giordano | Ornella Vanoni                |
| 1970 | Amore vero                                                          | Saro Leva          | Gian Piero Reverberi, Laura Giordano | Lucia Rizzi                   |
| 1971 | A volontà                                                           | Ettore Russo       | Gian Piero Reverberi, Laura Giordano | Dino Cabano                   |
| 1971 | Eremita                                                             | Eugenio Rondinella | Gian Piero Reverberi, Laura Giordano | Dino Cabano                   |
| 1971 | Una lettera                                                         | Bruno Lauzi        | Gian Piero Reverberi, Laura Giordano | Corrado Pani                  |
| 1971 | Corale                                                              | -                  | Gian Piero Reverberi, Laura Giordano | Corrado Pani                  |
| 1971 | Messaggio per te                                                    | Saro Leva          | Gian Piero Reverberi, Laura Giordano | Hot Underground Group         |
| 1972 | Deserto                                                             | Eugenio Rondinella | Gian Piero Reverberi, Laura Giordano | Maurizio                      |
| 1976 | Album                                                               | -                  | Gian Piero Reverberi, Laura Giordano | Gian Piero Reverberi          |
| 1979 | Orgasmo                                                             | Daniele Pace       | Gian Piero Reverberi, Laura Giordano | Daniele Pace                  |
| 1980 | Rondò veneziano (tutte le composizioni)                             | -                  | Gian Piero Reverberi, Laura Giordano | Rondò Veneziano               |
| 1981 | La Serenissima (tutte le composizioni)                              | -                  | Gian Piero Reverberi, Laura Giordano | Rondò Veneziano               |
| 1982 | Scaramucce (tutte le composizioni)                                  | -                  | Gian Piero Reverberi, Laura Giordano | Rondò Veneziano               |
| 1983 | Venezia 2000 (tutte le composizioni)                                | -                  | Gian Piero Reverberi, Laura Giordano | Rondò Veneziano               |
| 1984 | Odissea veneziana (tutte le composizioni eccetto Odissea veneziana) | -                  | Gian Piero Reverberi, Laura Giordano | Rondò Veneziano               |
| 1985 | Casanova (tutte le composizioni)                                    | -                  | Gian Piero Reverberi, Laura Giordano | Rondò Veneziano               |
| 1985 | Theme from Not Quite Jerusalem (tutte le composizioni)              | -                  | Gian Piero Reverberi, Laura Giordano | Rondò Veneziano               |
| 1986 | Rapsodia veneziana (tutte le composizioni)                          | -                  | Gian Piero Reverberi, Laura Giordano | Rondò Veneziano               |
| 1987 | Arabesque (tutte le composizioni)                                   | -                  | Gian Piero Reverberi, Laura Giordano | Rondò Veneziano               |
| 1999 | Listen to the Music, Please                                         | Davide Bucci       | Gian Piero Reverberi, Laura Giordano | Brad Davis feat. Master Freez |